# Байков, Виктор Иванович
Виктор Иванович Байков — советский хозяйственный, государственный и политический деятель, Герой Социалистического Труда.

## Биография
Родился в 1939 году в селе Телегино. Член КПСС.
С 1962 года — на хозяйственной, общественной и политической работе. В 1962—2001 гг. — слесарь-сборщик на заводе № 1001 Государственного комитета Совета Министров СССР по оборонной технике, бригадир слесарей-сборщиков сборочного цеха двигателей Красноярского машиностроительного завода имени В.И. Ленина Министерства общего машиностроения СССР, специалист в области испытательной отработки и серийной сборки двигателей одноступенчатых баллистических ракет средней дальности наземного базирования.
Указом Президиума Верховного Совета СССР от 14 июня 1982 года присвоено звание Героя Социалистического Труда с вручением ордена Ленина и золотой медали «Серп и Молот».
Избирался депутатом Верховного Совета РСФСР 9-го созыва.
Живёт в Красноярске.